# Blâmont
Blâmont (deutsch Blankenberg) ist eine französische Gemeinde mit 1.046 Einwohnern (Stand 1. Januar 2022) im Département Meurthe-et-Moselle in der Region Grand Est (bis 2015 Lothringen).

## Geografie
Die Gemeinde Blâmont liegt zwischen Lunéville und Sarrebourg im Tal der Vezouze, in die hier die Voise einmündet.

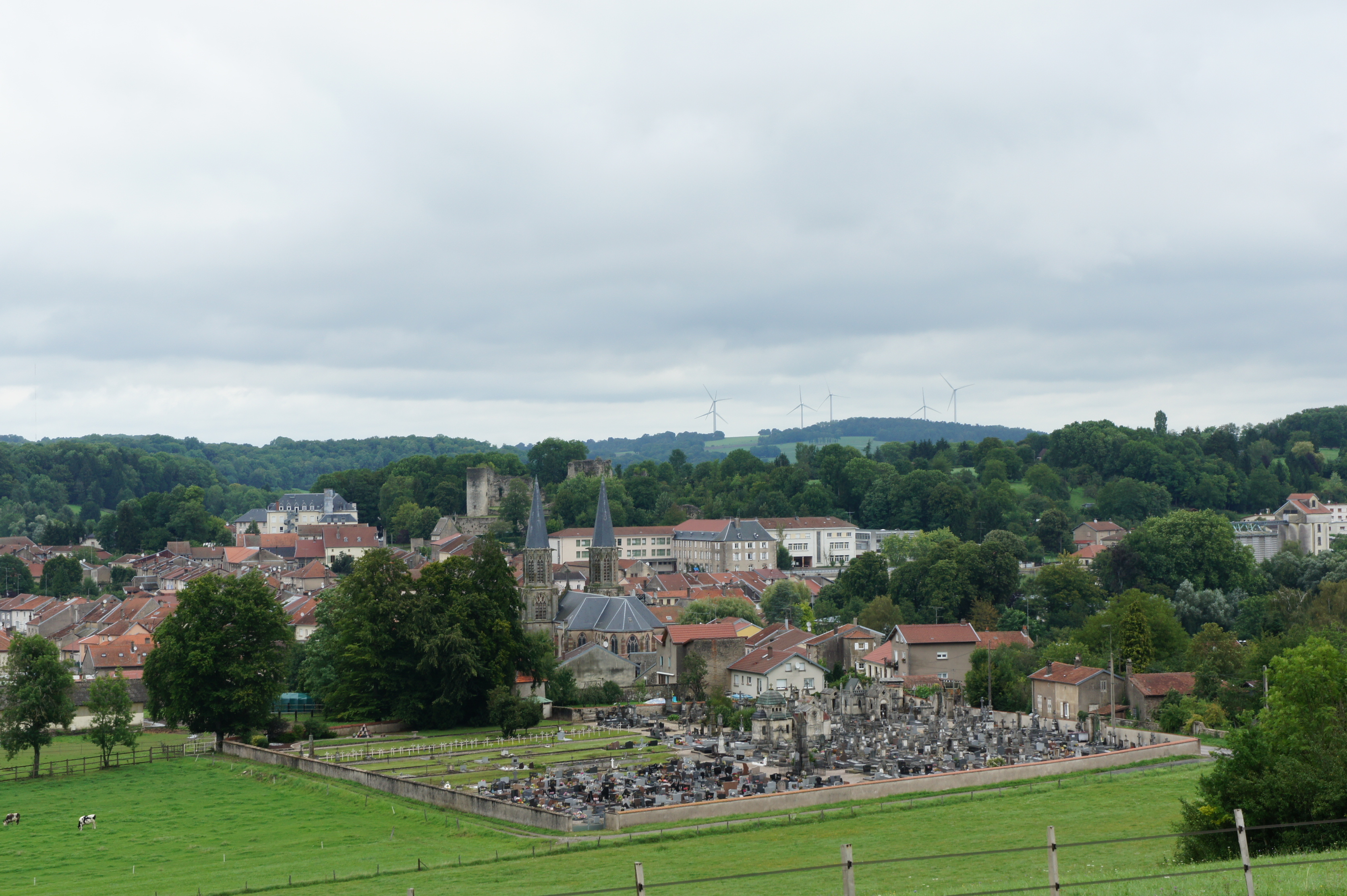
Blick auf Blâmont

## Geschichte
Der Ort geht auf römische Ursprünge zurück. 1545 bis 1552 war er Residenz von Christina von Dänemark, die damals das Herzogtum Lothringen regierte und dann von französischen Truppen, die das Land bis 1661 besetzten, vertrieben wurde. Im Dreißigjährigen Krieg wurde Blâmont niedergebrannt. Seit 1766 gehört der Ort zu Frankreich.
Bis 2015 war Blâmont namengebender Hauptort des in diesem Jahr aufgelösten Kantons Blâmont.

### Bevölkerungsentwicklung
| Jahr      | 1962 | 1968 | 1975 | 1982 | 1990 | 1999 | 2007 | 2019 |
| --------- | ---- | ---- | ---- | ---- | ---- | ---- | ---- | ---- |
| Einwohner | 1391 | 1400 | 1252 | 1399 | 1318 | 1261 | 1180 | 1063 |

## Sehenswürdigkeiten

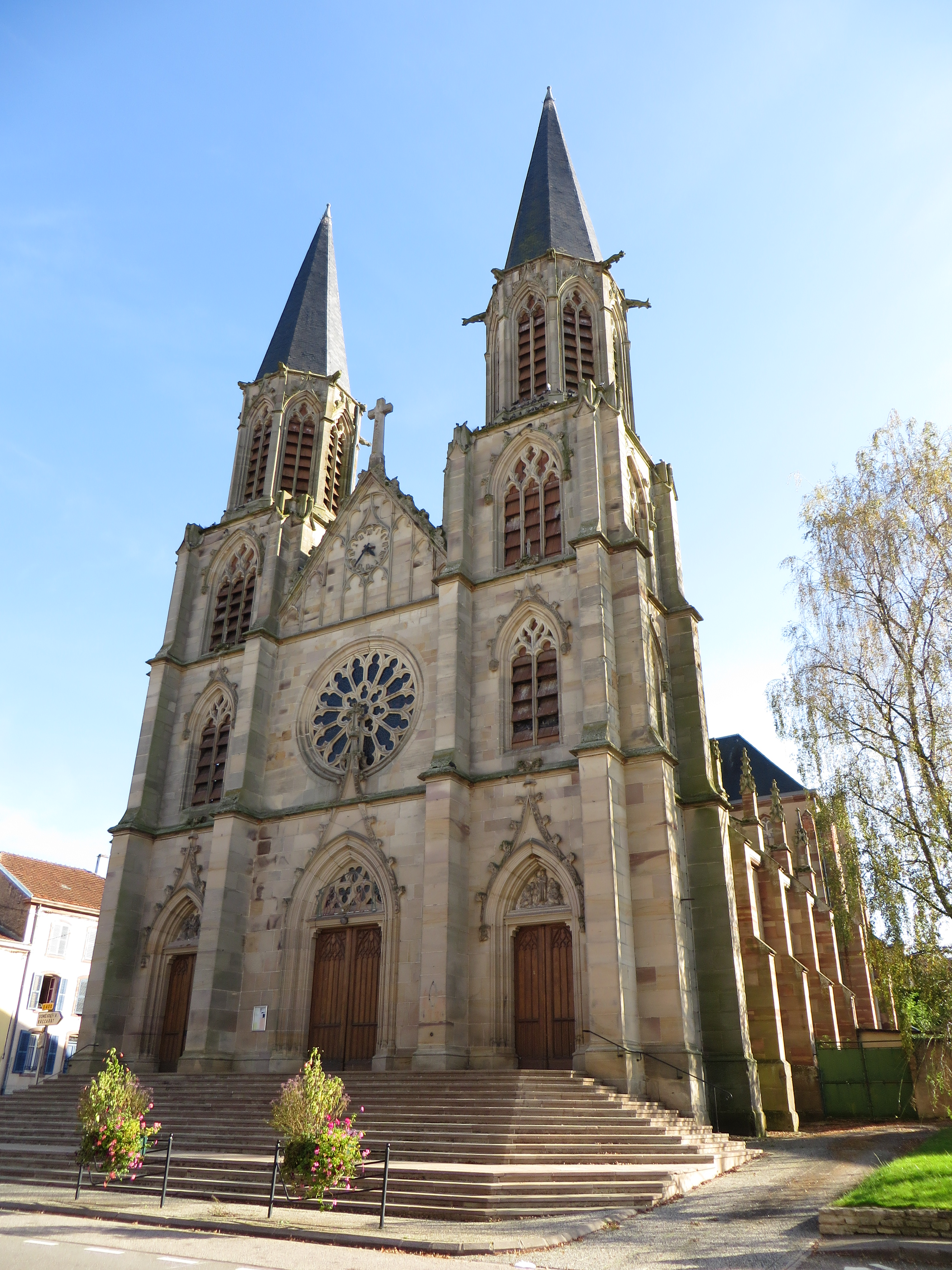
Kirche Saint-Maurice

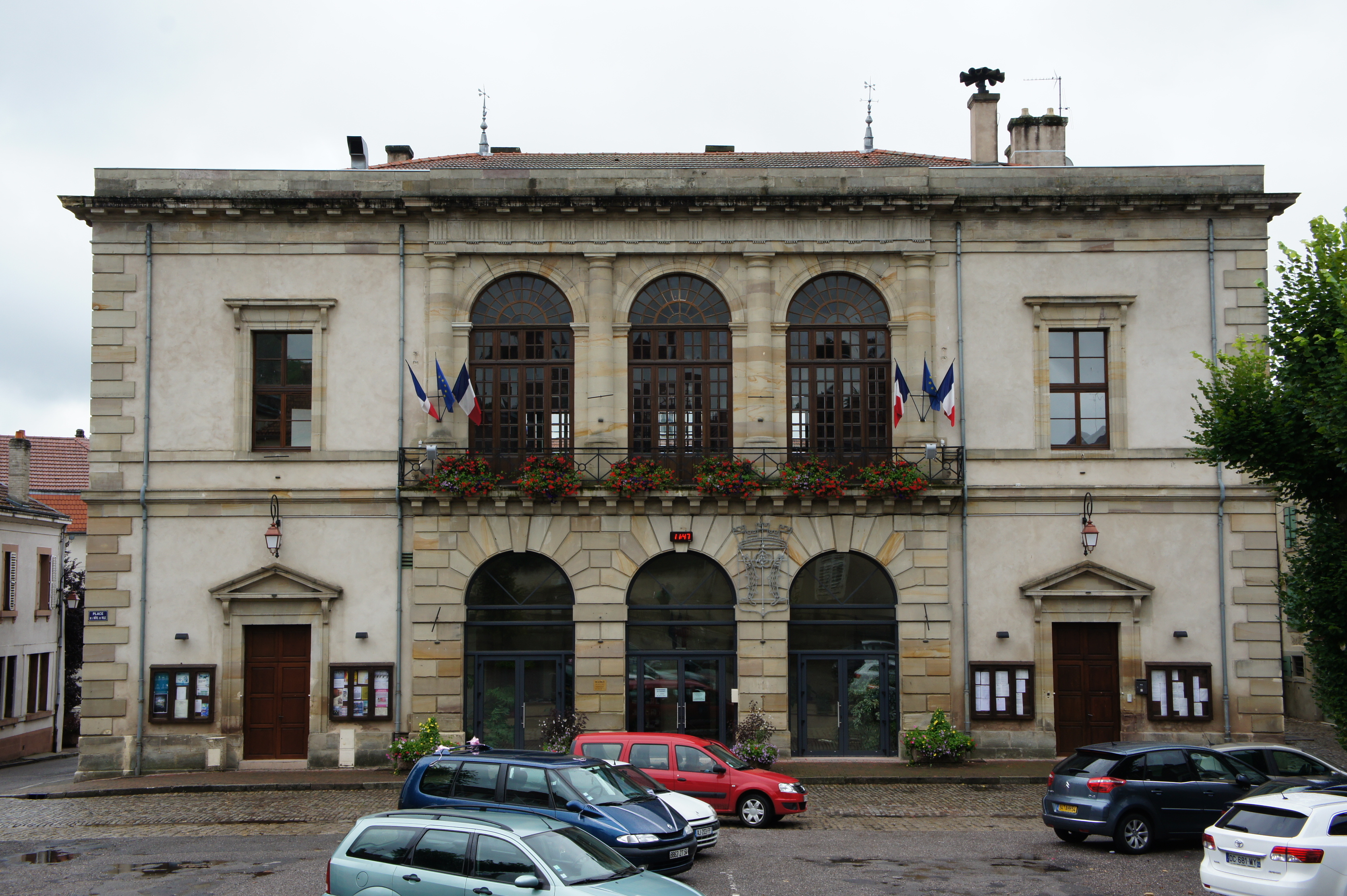
Rathaus (Hôtel de ville)

- Ruinen der Burg
- Kirche Saint-Maurice

## Persönlichkeiten
- Louis Klein (1761–1845), General
- Marthe Richard (1889–1982), Fliegerin, Spionin, Schriftstellerin.
- Florent Schmitt (1870–1958), Komponist
- Antoine Veil (1926–2013), Manager, Staatsbeamter und Autor